# Justicia genistifolia
Justicia genistifolia är en akantusväxtart som beskrevs av Adolf Engler. Justicia genistifolia ingår i släktet Justicia och familjen akantusväxter. Inga underarter finns listade i Catalogue of Life.